# 純愛手札 (電影)
《純愛手札》（日语：ときめきメモリアル）是依據科樂美發行的戀愛育成遊戲《純愛手札》（ときめきメモリアル）改編的日本電影，富士電視台製作，1997年8月9日在日本的東映系電影院上映，1998年8月16日在台灣上映。日本上映時發行商為波麗佳音，台灣上映時發行商為學者有限公司。

## 提要
本片是東映與富士電視台聯合製作的電影系列《我們的電影系列》（ぼくたちの映画シリーズ）的最後一部電影，岡田惠和編劇，菅原浩導演，當時新人吹石一惠扮演遊戲中的女主角藤崎詩織。1997年3月23日，東映總部舉辦本片宣傳記者會，宣布時任日本職棒近鐵野牛二軍教練吹石德一的女兒、奈良縣香芝市立香芝中學校二年級學生吹石一惠扮演藤崎詩織。不過，藤崎詩織在電影中只是配角。整部電影和原著遊戲並無太大相同之處，是部普通的校園電影，也欠缺愛情元素。主題曲〈泛黃的夏日照片〉（セピアの夏のフォトグラフ），廣瀨香美作詞作曲，吹石一惠主唱，BMG JAPAN發行。
本片主要取景地點是現在的山口縣大島郡周防大島町及西日本旅客鐵道山陽本線大畠站。

## 劇情大綱
在面對瀨戶內海的一個小鎮裡，鈴木昭彥是一個在學校裡一點也不引人注意的高中生。為了讓自己的高中生涯留下美好的回憶，昭彥用盡心機接近全校無人不知、無人不曉的「四大美少女」——西村小麥、遠野波繪、原田夏海與橫山美潮，並與同學佐川浩介一起在海之家（海の家）打工。原本大家都應該被錄取，但是惟獨昭彥沒被錄取；再加上海邊小屋的建材陰錯陽差將小米推落海中等一連串失敗，昭彥看著浩介與「四大美少女」熱絡談話的樣子，心中滿是落寞。然而，此時有一個謎樣的美少女從遠處默默注視昭彥……

## 演員與角色簡介
| 演員       | 角色           | 角色簡介                                                  |
| 岡田義德   | 鈴木昭彥       | 本片的男主角。                                            |
| 池內博之   | 佐川浩介       | 昭彥的男同學。                                            |
| 榎本加奈子 | 西村小麥       | 「四大美少女」之一。                                      |
| 中山亞微梨 | 遠野波繪       | 「四大美少女」之一。                                      |
| 矢田亞希子 | 原田夏海       | 「四大美少女」之一。                                      |
| 山口紗彌加 | 橫山美潮       | 「四大美少女」之一。                                      |
| 吹石一惠   | 藤崎詩織       | 原作遊戲的女主角；但在本片中只是女配角，而且比昭彥小2歲。 |
| 袴田吉彥   | 海之家主人     |                                                           |
| 大石惠     | 教師           |                                                           |
| 水川麻美   | 溺水少年的朋友 |                                                           |
| 井澤健     | 昭彥的朋友     |                                                           |
| 山口將司   | （不詳）       |                                                           |
| 增島愛浩   | （不詳）       |                                                           |
| 小柳友貴美 | （不詳）       |                                                           |
| 栗林三枝   | （不詳）       |                                                           |

## 工作人員
- 配給：東映
- 導演：菅原浩
- 編劇：岡田惠和
- 音樂製作人：廣瀨香美
- 選曲：薄井洋明
- 編曲：佐橋俊彥（負責一部分作曲）
- 攝影監督：高間賢治
- 副導演：井原真治、本田幹祐、小林大
- 美術：和田洋
- 錄音：本田孜
- 照明：上保正道
- 編集：野信也
- 特效指導：辻井啓伺
- 特效：Super Action Megasystem
- 印：東映化學
- 企畫：重村一、久板順一朗
- 執行製作：松下千秋、佐藤信彥、永田昭彥
- 製作人：臼井裕詞、關口大輔、手塚治、河瀨光
- 企畫製作人：宅間秋史、中曾根千治
- 製作協力：東映東京攝影所
- ©1997 富士電視台、東映、科樂美

## 相關商品
- 《純愛手札電影寫真集：Summer Memory》（映画「ときめきメモリアル」PHOTOBOOK(SUMMER MEMORY)），河野英喜攝影，Wani Books1997年7月初版，ISBN 4847024672，收錄榎本加奈子、中山亞微梨、矢田亞希子、山口紗彌加與吹石一惠的劇照、幕後照片等。台灣中文版發行商為尖端出版，1998年1月17日初版，ISBN 957-10-1409-5。

## 外部連結
- 富士電視台電影《純愛手札》官方網頁 （页面存档备份，存于）（日語）